# Aeroportul Torino
Aeroportul Torino (italiană Aeroporto di Torino; IATA: TRN, ICAO: LIMF), localizat în Caselle Torinese, la 15 km nord-nord-vest de centrul orașului Torino, Italia.  Mai este cunoscut sub numele de Aeroportul Torino-Caselle (Aeroporto di Torino-Caselle), după regiunea în care se află, și Aeroportul Sandro Pertini (Aeroporto Sandro Pertini), după fostul președinte italian Sandro Pertini. Aeroportul este oraș focus pentru Alitalia.
În 2012, aeroportul a fost tranzitat de 3.521.847 de pasageri, ceea ce reprezintă o scădere de 5,1% față de anul 2011, și au fost efectuate 51.773 de mișcări de aeronave.

## Companii aeriene și destinații
| Companie aeriene                                | Destinații                                                                                    |
| ----------------------------------------------- | --------------------------------------------------------------------------------------------- |
| Air France                                      | Paris-Charles de Gaulle                                                                       |
| Air France operat de CityJet                    | Paris-Charles de Gaulle                                                                       |
| Alitalia                                        | Bari, Lamezia Terme, Napoli, Palermo, Reggio Calabria, Roma-Fiumicino                         |
| Alitalia operat de Alitalia CityLiner           | Napoli, Roma-Fiumicino                                                                        |
| Blue Panorama Airlines operat de Blu-express    | Marsa Alam, Roma-Fiumicino (reîncepe din 16 septembrie 2013) Sezonier: Palermo, Rhodos        |
| British Airways                                 | Londra-Gatwick                                                                                |
| Brussels Airlines operat de Tyrolean Airways    | Bruxelles                                                                                     |
| easyJet                                         | Sezonier: Londra-Gatwick                                                                      |
| Iberia operat de Air Nostrum                    | Madrid                                                                                        |
| Lufthansa                                       | Frankfurt                                                                                     |
| Lufthansa Regional operat de Air Dolomiti       | München                                                                                       |
| Lufthansa Regional operat de Augsburg Airways   | München                                                                                       |
| Lufthansa Regional operat de Eurowings          | Düsseldorf                                                                                    |
| Lufthansa Regional operat de Lufthansa Cityline | Düsseldorf, Frankfurt, München                                                                |
| Meridiana                                       | Alghero, Cagliari, Catania, Olbia, Roma-Fiumicino Sezonier: Heraklion                         |
| Royal Air Maroc                                 | Casablanca                                                                                    |
| Ryanair                                         | Barcelona, Bari, Brindisi, Charleroi, Londra-Stansted, Malta, Trapani Sezonier: Dublin, Ibiza |
| TAP Portugal                                    | Sezonier: Lisabona                                                                            |
| TAROM                                           | Iași                                                                                          |
| Transavia.com                                   | Amsterdam (începând cu 10 octombrie 2013)                                                     |
| Trawel Fly operat de Mistral Air                | Sezonier: Crotone                                                                             |
| Turkish Airlines                                | Istanbul-Atatürk                                                                              |
| Volotea                                         | Napoli (începând cu 16 septembrie 2013), Palermo (începând cu 16 septembrie 2013)             |
| Vueling                                         | Barcelona                                                                                     |